# Carlo Angelo Crova
Carlo Angelo Crova (Asti, 1862 – 23 luglio 1922) è stato un ingegnere e dirigente pubblico italiano.
Fu direttore generale delle Ferrovie dello Stato (FS).

## Studi
Conseguì la laurea in Ingegneria nel 1885.

## Attività industriale
Nel 1886 fu assunto dalla Rete Adriatica, e in essa rimase sempre assegnato al Servizio Movimento.

## Attività nelle Ferrovie dello Stato
Nelle Ferrovie dello Stato, dopo essere stato direttore del Servizio Movimento e, per qualche tempo, del Servizio Personale, dal 18 febbraio al 31 agosto 1920 fu direttore dell'esercizio. A seguito della seconda riorganizzazione delle funzioni dirigenziali, dal 1º settembre 1920 ricoprì la carica di direttore generale, che tenne fino alla morte (23 luglio 1922).

## Docenza universitaria e attività scientifica
Fu collaboratore e componente del Comitato di redazione della Rivista tecnica delle ferrovie italiane.